# Niklas Edberger
Niklas Rolf Edberger, född 16 mars 1972 i Längbro församling, Örebro län, är en svensk musiker. Han har skrivit ett flertal låtar som framförts i Melodifestivalen, tex Linda Bengtzings Alla Flickor. I Melodifestivalen 2005 vann hans och Johan Fransson, Tobias Lundgren och Tim Larssons bidrag Las Vegas och fick åka till Kiev med artisten Martin Stenmarck, som där slutade på 19:e plats.

## Låtar

### Melodifestivalen
- 2003 – Just Like a Boomerang med Andrés Esteche, oplacerad (skriven tillsammans med Johan Fransson, Tobias Lundgren och Tim Larsson).

- 2004 – Innan mörkret faller med Emil Sigfridsson, oplacerad (skriven tillsammans med Johan Fransson, Tobias Lundgren och Tim Larsson).

- 2004 – Runaway med Pandora, oplacerad (skriven tillsammans med Johan Fransson, Tobias Lundgren och Tim Larsson).

- 2004 – Olé Olé med Andrés Esteche, 9:a (skriven tillsammans med Johan Fransson, Tobias Lundgren och Tim Larsson).

- 2005 – Alcastar med Alcazar, 3:a (skriven tillsammans med Anders Hansson, Johan Fransson, Tobias Lundgren och Tim Larsson).

- 2005 – Alla flickor med Linda Bengtzing, delad 9:e plats (skriven tillsammans med Johan Fransson, Tobias Lundgren och Tim Larsson).

- 2005 – Vi kan gunga med Jimmy Jansson, 6:a (skriven tillsammans med Johan Fransson, Tobias Lundgren och Tim Larsson).

- 2005 – Om natten med Jessica Folcker, oplacerad (skriven tillsammans med Johan Fransson, Tobias Lundgren och Tim Larsson).

- 2005 – Las Vegas med Martin Stenmarck, 1:a (skriven tillsammans med Johan Fransson, Tobias Lundgren och Tim Larsson).

- 2006 – Kalla nätter med Jessica Andersson, 5:a (deltävling 3) (skriven tillsammans med Johan Fransson, Tobias Lundgren och Tim Larsson).

- 2006 – Jag tar det jag vill ha med Sandra Dahlberg, 5:a (deltävling 4) (skriven tillsammans med Johan Fransson, Tobias Lundgren, Tim Larsson och Sandra Dahlberg).

- 2007 – What's Your Name med Cosmo4 (skriven tillsammans med Henrik Wikström och Kent Olsson).